# Pánfilo de Narváez

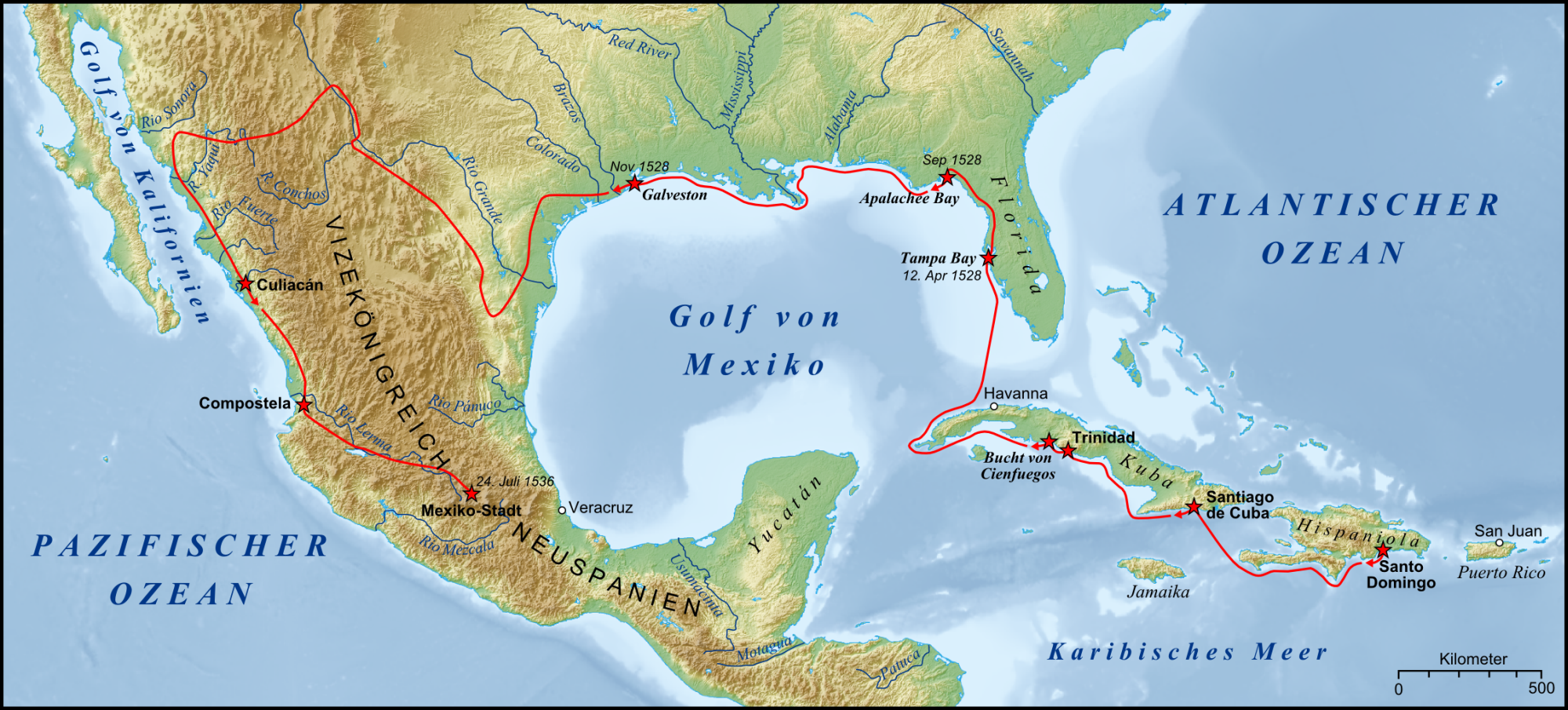
Die Narváez-Expedition gelangte bis zur Insel Galveston im heutigen Texas (November 1528), wo sie ihre Schiffe verlor. Die meisten Teilnehmer starben im Verlauf der Expedition. Nach jahrelangen entbehrungsreichen Fußmärschen kamen nur vier Überlebende im Juli 1536 in Mexiko-Stadt an.

Pánfilo de Narváez (* 1470 in Spanien entweder in Cuéllar oder Valladolid; † 1528 im Golf von Mexiko bei Galveston) war ein spanischer Konquistador.

## Leben

### Die ersten Jahre in der Neuen Welt
Pánfilo de Narváez verließ seine Heimat Spanien und gelangte 1498 nach Hispaniola. Dort kämpfte er gegen die indigenen Völker der Arawak, Ciboney, Quisqueya und Kariben. Bereits 1508 lernte er Diego Velázquez de Cuéllar, den späteren Gouverneur von Kuba kennen. Unter Juan de Esquivel nahm er an der Eroberung Jamaikas teil. Später wurde er mit der Durchführung einer Expedition nach Kuba beauftragt. An der Spitze seiner Männer half er auch hier bei der Unterwerfung der indigenen Bevölkerung. Auf Kuba heiratete er die reiche Witwe María de Valenzuela.

### Einsatz in Mexiko
Im Jahre 1520 bekam Narváez vom Gouverneur der Insel Kuba, Diego Velázquez, den Auftrag, Hernán Cortés in Mexiko zu verhaften und dort selbst das Kommando zu übernehmen. Am 20. April desselben Jahres landete Narváez mit 19 Schiffen, mehr als tausend Männern und 20 Geschützen in der Nähe des heutigen Veracruz. Seine Armee umfasste etwa 800 Fußsoldaten, 80 Arkebusenschützen, 120 Armbrustschützen und 80 Reiter mit ihren Pferden. Den kleinen Stützpunkt Villa Rica de la Vera Cruz hatte Cortés ein Jahr zuvor errichtet, bevor er nach Westen weitergezogen war. Narváez sandte drei Botschafter zu Gonzalo de Sandoval, dem Kommandanten des Stützpunktes. Als die Männer Cortés als Verräter bezeichneten, nahm Sandoval sie fest und ließ sie zu Cortes nach Tenochtitlan bringen, um ihn vor der Bedrohung durch Narváez zu warnen. Narváez wich nach Cempoala aus und schlug dort sein Lager auf.
In Tenochtitlan ließ Cortés die drei gefangenen Botschafter befreien und brachte sie durch reichliche Bestechung auf seine Seite. Er schickte sie zu Narváez zurück, wo sie weitere Männer bestechen sollten, die Seite zu wechseln. Etwa einen Monat lang wurden Delegationen zwischen Narváez und Cortés hin und her gesandt, eine friedliche Lösung kam aber nicht in Sicht. Cortes entschloss sich nun zum Kampf. Er verließ Tenochtitlan mit seinen besten Soldaten und marschierte mit ihnen an die Küste. Unterwegs zog er weitere Soldaten hinzu, so dass seine Truppe auf etwa 400 Mann anwuchs. Narváez kommandierte etwa dreimal so viele Kämpfer, die allerdings viel weniger Erfahrung mitbrachten. Er hatte mittlerweile die Stadt Cempoala okkupiert, weil sie ihm bessere Möglichkeiten zur Verteidigung bot. Noch während des Anmarschs ging die Diplomatie mit Botschaftern weiter, wobei Cortes seinen Botschaftern regelmäßig Bestechungsgelder für wichtige Männer der Gegenseite mitgab.

Der Kampf in Cempoala, dargestellt im Lienzo de Tlaxcala, einem Kodex aus dem 16. Jahrhundert. Links unten: die Verhaftung des Narváez.

Am 28. Mai 1520 erwartete Narváez den Angriff und stellte seine Armee vor der Stadt bei strömendem Regen zur Schlacht auf. Cortés griff jedoch erst in der folgenden Nacht an, als Narváez und seine Leute in der Stadt schliefen. Cortés hatte seine Soldaten in Einheiten von 50 bis 100 Mann eingeteilt, von denen jede einen bestimmten Auftrag hatte. Die Einheit unter dem Kommando von Gonzalo de Sandoval hatte den Auftrag, Narváez festzunehmen oder zu töten. Narváez hielt sich mit etwa 30 Mann im Haupttempel der Stadt auf. Kaum erwacht, befand er sich in einem Gefecht, bei dem er schwer verwundet wurde und durch einen Lanzenstich ein Auge verlor. Nachdem er sich in einen Aufbau auf der Tempelpyramide zurückgezogen hatte, legten seine Gegner Feuer. Narváez erlitt Verbrennungen und konnte nun festgenommen werden. Bis zum Morgengrauen ergaben sich auch seine Soldaten. Narváez wurde anschließend zwei Jahre lang in der Garnison von Veracruz gefangen gehalten.
Nach dem Kampf übernahm Cortés die besiegten Soldaten und den Tross seines Gegners und machte sich sofort auf den Rückweg nach Tenochtitlan. Er eilte mit den meisten Soldaten voraus und ließ den Tross sowie einheimische Verbündete hinterhermarschieren. Die nachziehende Gruppe wurde von Kriegern aus Texcoco überfallen, die alle gefangen nahmen. In Zultepec wurden die 550 Gefangenen im Lauf von sechs Monaten den Göttern geopfert und zum Teil verspeist.

### Aufbruch nach Florida
Nach seiner Gefangenschaft kehrte Narváez nach Spanien zurück, wo er sich beim König über Cortés beklagte. Der König verlieh ihm daraufhin den Titel eines Adelantado. Dieser Titel besagte jedoch nichts, solange er das dazugehörige Land nicht erobert hatte. Er bekam den Auftrag, Florida und das Gebiet bis zum Palmenfluss (Rio Grande) zu erforschen, zu besiedeln und zu verwalten. Laut Vertrag hatte er ein Jahr Zeit, eine Armee aufzustellen und mindestens zwei Städte mit jeweils einhundert Einwohnern zu gründen. Dazu sollte er die Küste mit Garnisonen und zwei Festungen sichern. Narváez war größtenteils selbst für die Finanzierung verantwortlich. Er schaffte es zu einem großen Teil, indem er Kapitalanlegern Reichtümer versprach, die man in den neuen Ländern finden würde. In der Zeit seiner Gefangenschaft und seiner Abwesenheit in Spanien hatte seine Gemahlin das Vermögen der Familie gut verwaltet und vermehrt. Fast die gesamte Summe setzte er für die Expedition ein und nahm zusätzlich noch viele Schulden auf.

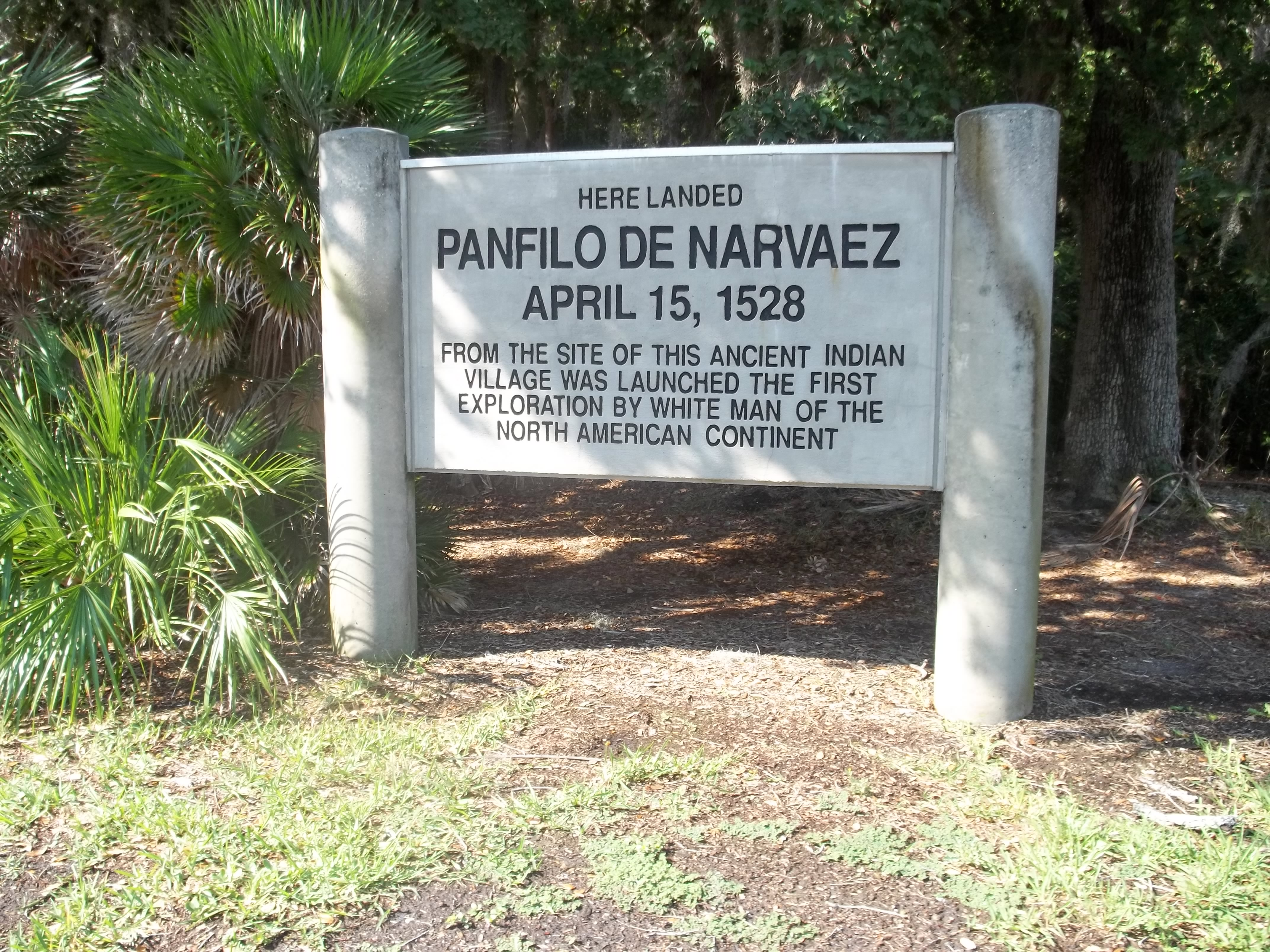
Hinweis in Saint Petersburg auf den mutmaßlichen Ort der Landung

Am 17. Juni 1527 stach seine Flotte von Sanlúcar de Barrameda in See. Bereits während der Überfahrt ging in einem Hurrikan ein Schiff verloren. Bei einem Zwischenstopp auf Hispaniola desertierten 140 Mann. Im Frühjahr 1528 verließ er schließlich mit sechs Schiffen und 500 Männern Kuba. Am 13. April 1528 landete Narváez an Floridas Westküste, in der Nähe der heutigen Tampa Bay. Am Strand rammte er eine Standarte in den Sand und nahm das Land mit der gebräuchlichen Formel im Namen des Königs in Besitz. Seine Offiziere leisteten ihm den Treueid. Doch die erhofften Reichtümer fanden die Spanier an diesem Ort nicht. Da sie nur wenig zu essen und kein Gold gefunden hatten, marschierten sie in Richtung Norden. Die Einheimischen hatten ihnen gesagt, dass sie in Apalache Nahrungsmittel und große Mengen Gold finden würden. So teilte Narváez am 1. Mai 1528 seine bereits geschwächte Truppe. Die fünf verbliebenen Schiffe sollten die Küste entlang segeln und zu einem späteren Zeitpunkt wieder mit ihm zusammentreffen. Er selbst drang mit 300 Männern in die Sümpfe Floridas vor.

### Durch die Sümpfe
Gefangene Indianer wurden gezwungen, den Spaniern den Weg zu der reichen Stadt Apalache zu zeigen. Dort erhofften sie ebensolche Reichtümer, wie Cortés sie in Mexiko erobert hatte. Der Marsch war äußerst beschwerlich. Es gab keine Wege, sondern nur Sümpfe, dichte Wälder und umgestürzte Bäume. Zwei Wochen lang hatten die Männer nichts zu essen;  Krankheiten schwächten sie weiter. Nur der Glaube an die reiche Stadt und gefüllte Schatzkammern hielt sie aufrecht. Bereits auf dem Weg nach Apalache wurden sie von Einheimischen verfolgt und angegriffen. Narváez legte mehrere seiner Männer in einen Hinterhalt und tötete hierbei mehrere Einheimische. Außerdem machte er bei dieser Aktion einige Gefangene. Doch alles, was sie nach wochenlangem Marsch am 25. Juni 1528 in Apalache fanden, waren ein paar Grashütten, die mit Palmwedeln gedeckt waren. Es gab kein Gold, und die Indianer wollten den Mais ihrer Felder nicht mit ihnen teilen. Sie kämpften verbissen um ihre Nahrungsvorräte. In dem sumpfigen Gelände konnten die Spanier mit ihrer Kavallerie nur wenig ausrichten und ihre Rüstungen behinderten sie bei den häufigen Durchquerungen der Flüsse, Seen und Sümpfe. Außerdem hatten die Pfeile der Indianer eine so große Durchschlagskraft, dass sie die Rüstungen durchdrangen. Ständig griffen die Indianer an und zwangen die Konquistadoren zum Rückzug.
Gefangene Apalache-Krieger sagten den Spaniern, dass die Leute in Aute sehr viel mehr zu essen hätten und in der Nähe des Meeres wohnten. Doch um dorthin zu kommen, mussten sie ein großes Sumpfgebiet durchqueren. Viele Tage reisten die Spanier unter großen Strapazen durch die Sümpfe. Immer wieder wurden sie dabei von den Indianern angegriffen. Die meisten Mitglieder der Expedition waren krank, verwundet oder dem Verhungern nah.
Als sie Aute erreicht hatten, sandte Narváez den Schatzmeister Cabeza de Vaca mit einigen Männern aus, einen Zugang zum Meer zu finden. Tatsächlich fand er eine Bucht mit seichtem Meerwasser, in der es viele Austern gab. Nachdem er zwei Tage lang nach einem besseren Zugang zum Meer gesucht hatte, kehrte er zu Narváez zurück, um ihm zu berichten. Der entschied, mit der ganzen Truppe dorthin zu ziehen, weil sie sich so wenigstens von den Austernbänken ernähren konnten. Die Pferde trugen die Kranken und Verwundeten. Während des Marsches zu der seichten Bucht dachten einige adlige Herren daran, mit ihren Pferden zu desertieren. Doch dieser Plan konnte vereitelt werden.

### Bootsbau in der Bucht der Pferde
Schon nach ein paar Tagen am Meer entschlossen sich die Spanier, Boote zu bauen und aus Florida zu fliehen. Dafür schmolzen sie ihre Waffen und Rüstungen ein. Aus dem Eisen stellten sie Werkzeuge wie Äxte, Sägen und Nägel her. Palmenblätter verwendeten sie als Werg zum Abdichten der Boote, und aus ihren Hemden nähten sie Segel. Die ohne Schiffbaukenntnisse und ohne richtiges Werkzeug notdürftig zusammengenagelten Boote waren eigentlich viel zu klein bemessen. Sie hatten eine Länge von 9 bis 12 Metern und waren mit Rudern ausgestattet. Sie waren sehr flach gebaut und ähnelten Flößen.
In dieser Zeit überfielen sie mehrfach das Dorf Aute und stahlen dort Getreide. Jeden dritten Tag schlachteten sie notgedrungen ein Pferd. Das Fleisch wurde gegessen, die Haut als Wasserbehälter und die Haare zum Flechten von Seilen verwendet. Zu Ehren ihrer getöteten Tiere nannten sie den Ort „Bucht der Pferde“.

### Schiffbruch
Am 22. September 1528 stachen die Spanier mit 242 Männern, verteilt auf fünf Boote, in See. Wochenlang fuhren sie entlang der Küste in Richtung Westen. Stürme und Strömungen trennten die Boote voneinander. Viele der Männer verdursteten oder verhungerten oder verloren im Sturm ihr Leben. Im November 1528 landete das Boot von Narváez am Strand der „Insel des schlechten Schicksals“ (Galveston, Texas). Hier waren bereits andere Mitglieder seiner Expedition schiffbrüchig gestrandet. Zu diesem Zeitpunkt waren noch 80 Männer am Leben. Sie konnten nicht weiterfahren, denn die Männer waren am Ende ihrer Kräfte und ihre Boote nicht mehr seetüchtig. Während Narváez’ Männer an Land gingen, blieb er selbst an Bord. In der Nacht kam ein Sturm auf, der sein Boot – unbemerkt von allen anderen – auf das Meer hinaustrieb. Von Pánfilo de Narváez hat man seitdem nie wieder etwas gehört.

## Folgen
Auf der Narváez-Expedition starben insgesamt etwa 400 Männer. Nach dem Verlust der Boote im September 1528 mussten die restlichen Mitglieder der Expedition versuchen, an Land zu überleben. Ihre Zahl wurde in den nächsten vier Jahren stetig dezimiert: Fast alle wurden im südlichen Texas von Einheimischen getötet, verhungerten oder starben an Krankheiten. Im Jahr 1532 waren nur noch vier der Männer, die es bis nach Texas geschafft hatten, am Leben: Álvar Núñez Cabeza de Vaca, Andrés Dorantes de Carranza, Alonso del Castillo Maldonado und der Sklave Estevanico. Es gelang ihnen, sich auf jahrelangen Fußmärschen nach Westen durchzuschlagen. Als die ersten Menschen aus Europa beziehungsweise Afrika gelangten sie in den Südwesten der heutigen Vereinigten Staaten und den Nordwesten von Mexiko. Bis nach Culiacán wurden sie dabei von Einheimischen begleitet. Dort trafen sie im Mai 1536 auf andere Spanier. Am 24. Juli 1536 erreichten sie Mexiko-Stadt.
Hernando de Soto fand auf seiner Expedition noch einen fünften Mann namens Juan Ortiz lebend in Florida. Er war von den Indianern gefangen worden und hatte fast 12 Jahre lang bei ihnen als Sklave gelebt. Juan Ortiz arbeitete fortan für Hernando de Soto als Dolmetscher.
Alvar Núñez Cabeza de Vaca veröffentlichte im Jahr 1542 einen Bericht über seine Erlebnisse – die wichtigste Quelle zur Narváez-Expedition.